# 冰峪溝

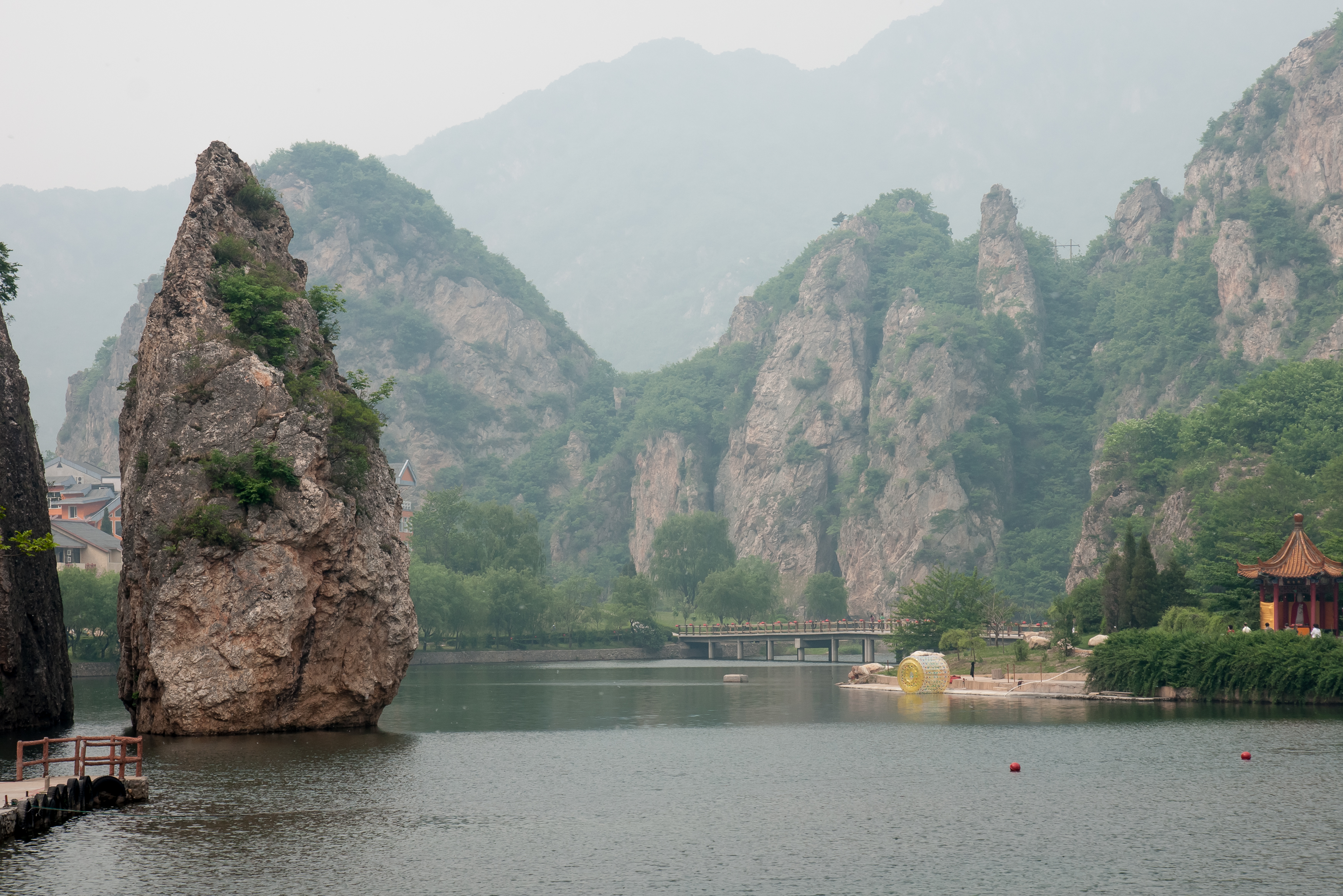
冰峪溝（荘河市）

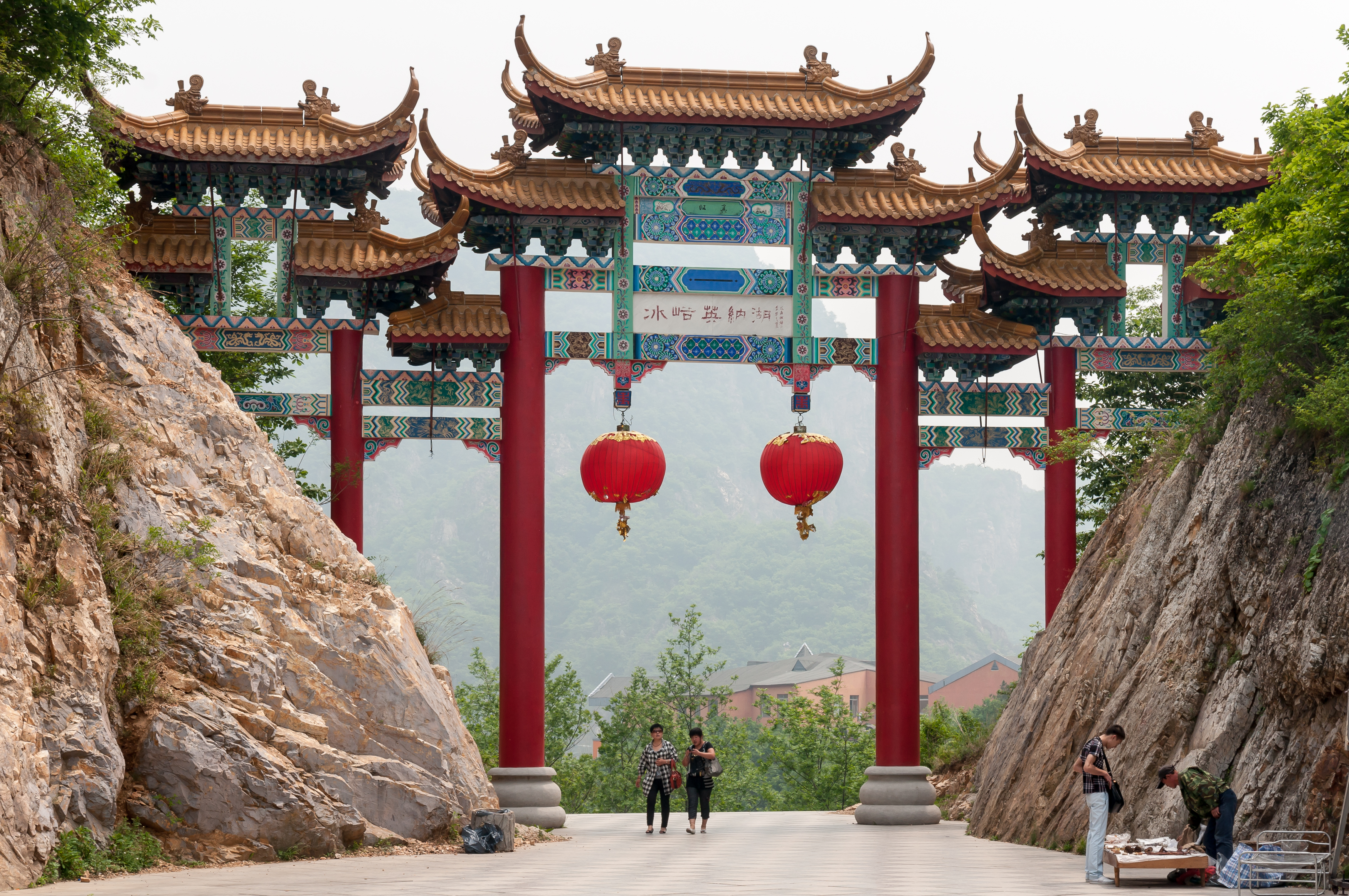
英那河ダム湖への入り口（冰峪溝）

冰峪溝（ぴんゆうこう、中国語: 冰峪沟＝ビンユーゴウ）は、中国遼寧省大連市に所属する荘河市の山間にある、比較的最近に開発された自然豊かな観光地である。

## 概要
冰峪溝は荘河市を流れる英那河上流、小峪河との合流点付近の峡谷にまたがる自然豊かな観光地で、1980年代に冰峪溝風景区として開発されて、中国の観光地等級AAAAである。その渓谷美を愛でて「遼南小桂林」、「東北九寨溝」などとも呼ばれている。広さは170平方キロメートルで、現在は大連冰峪国家地質公園にもなっている。
大連都市部水道の主要水源である英那河ダム湖（中国語: 英那河水庫、1974年完成）での観光船などが大きなアトラクションになっている。

### 2017年夏の水害
2017年8月の中国東北部一帯の大雨での水害により甚大な被害を受け、2019年6月の訪問者がまだ復旧が完了していないと報告して、元の姿に戻るのはあと数年かかるものとしている。

## 参照項目
- 荘河市の観光
- 桂林市 (広西チワン族自治区)
- 九寨溝 (四川省)